# 法律能力
法律能力（英語：legal capacity），在大陸法系中，是指該人行使其權利和義務的能力。法律能力一方面包括權利能力，另一方面包括行為能力。